# Mustafabad
Mustafabad es una ciudad censal situada en el distrito de Delhi noreste,  en el territorio de la capital nacional,  Delhi (India). Su población es de 127167 habitantes (2011). 

## Demografía
Según el censo de 2011 la población de Mustafabad era de 127167 habitantes, de los cuales 66889 eran hombres y 60278 eran mujeres. Mustafabad tiene una tasa media de alfabetización del 75,09%, inferior a la media estatal del 86,21%: la alfabetización masculina es del 83%, y la alfabetización femenina del 66,28%.